# Agrypnella
Agrypnella là một chi bọ cánh cứng trong họ 
Elateridae.
Chi này được Champion mô tả khoa học năm 1895.

## Các loài
Các loài trong chi này gồm:
- Agrypnella eburnea Champion, 1895
- Agrypnella pictus (Schwarz, 1896)
- Agrypnella squamifer (Candèze, 1865)